# مسیه ۷۸
مسیه ۷۸ (به انگلیسی: Messier 78) یک سحابی بازتابی در صورت فلکی شکارچی است که توسط پیر مِشَن (به فرانسوی: Pierre Méchain) و در سال ۱۷۸۰ کشف شد.